# 福拉多·佩特科維奇
福拉多·佩特科維奇（1983年1月6日—）是一位塞爾維亞排球運動員。他代表塞爾維亞國家排球隊參加了2008年北京奧運會和2012年倫敦奧運會。他的哥哥韦利科·佩特科维奇也是排球運動員。